# Csala István
Csala István (Cegléd, 1899. november 2. – Cegléd, 1987. március 21.) magyar politikus, országgyűlési képviselő, földművelésügyi miniszter.

## Életpályája
Hat elemit végzett, majd szülővárosában gazdasági iskolában tanult tovább. 1917-től katonai szolgálatot teljesített; hadifogságba esett. Hazatérése után saját és bérelt földjein gazdálkodott. 1934–1944 között a helyi tej szövetkezet könyvelője volt. A második világháború alatt részt vett a párt-, a függetlenségi- és a népfrontmozgalomban. 1956-ban visszatért Ceglédre gazdálkodni. 1959-ben lépett be a ceglédi Petőfi Tsz-be, ahol üzemgazdász lett, majd 1964–1968 között a tsz elnöke volt. 1968-ban nyugdíjba vonult.

### Politikai pályafutása
1931-ben belépett az FKGP-be. Az FGKP ceglédi pártszervezetének egyik megalapítója, majd 1944-ig ügyvezető elnöke volt. 1944. december 21-től az Ideiglenes Nemzetgyűlés tagja volt. Egy ideig a ceglédi földosztó bizottság elnökeként is tevékenykedett. 1945. november 4-től nemzetgyűlési képviselőként is dolgozott. A kisgazdapárt balszárnyához, Dobi István környezetéhez tartozott. 1947. május végén a párt vezetésben bekövetkezett fordulat után a Dobi István-Gyöngyösi János irányította új vezetőséget támogatta. 1947. szeptember 12-től a Politikai Bizottság, 1947. szeptember 29-től pedig a földmunkás tagozat intéző bizottságának tagja volt. 1948-ban a kisgazdapártot képviselte a Kossuth-díj jelölő bizottságában. 1948. júliusa és 1950. június 30. között a Magyar Országos Szövetkezeti Központ (MOSZK) elnöke volt. 1948. július 30. és 1948. december 11. között a Magyar Parasztszövetség felszámolásával megbízott kormánybiztos volt. 1948. december 10. és 1949. június 11. között a Dobi-kormányban földművelésügyi minisztere volt. 1948. december 19-től a Dolgozó Parasztok és Földmunkások Országos Szövetsége (DÉFOSZ) alelnöke volt. 1949. február 1-től a Magyar Függetlenségi Népfront Ideiglenes Országos Tanácsának tagja volt. 1949. március 17-től az Országos Tanácsának tagja volt. 1949–1962 között az Országos Szövetkezeti Tanács elnöke volt. 1953-ig volt országgyűlési képviselő. 1954–1957 között a Hazafias Népfront Országos Tanácsának tagja volt.

## Családja
Szülei: Csala Bertalan és Magyar Mária voltak. 1927-ben házasságot kötött Szűcs Ilonával. Hat gyermekük született: István (1928–1964) tisztviselő, Ilona (1938–1962) könyvelő, Ferenc (1931-?) villanyszerelő, Julianna (1933-?) könyvelő, Lajos (1935-?) oktató, Csaba (1945-?) gazdálkodó volt.

## Díjai
- Magyar Szabadság Érdemrend bronz fokozata (1947)
- Kossuth Érdemrend (1948)
- Magyar Népköztársasági Érdemrend IV. fokozata (1950)
- Munka Érdemrend arany fokozata (1964, 1971)
- Magyar Népköztársaság Zászlórendeje II. fokozata (1970)
- Felszabadulási Jubileumi Emlékérem (1970)
- Szocialista Magyarországért Érdemrend (1985)